# Tommaso Caccini
Tommaso Caccini (connu comme Cosimo) est un moine et prédicateur dominicain italien du couvent San Marco de Florence, né dans cette ville le 26 avril 1574, et mort le 12 janvier 1648 .

## Biographie
Cosimo Caccini est le troisième fils de Giovanni di Alessandro et de Maddalena di Paolo Corsini. Il est entré dans l'ordre dominicain avant l'âge de 15 ans. Il a décidé de prendre le nom de Tommaso, Thomas, en l'honneur de saint Thomas d'Aquin. Le choix de ce prénom peut traduire l'ambition de Tommaso Caccini de réussite personnelle dans l'église. Très rapidement ses talents de prédicateur sont reconnus et il peut prêcher à l'église Santa Maria Novella depuis son noviciat. En 1609, il a prêché le carême dans la cathédrale de Cosenza, et il a ensuite été appelé pour des prêches en dehors de Florence.

### Lodovico delle Colombe, Tommaso Caccini et Niccolò Lorini
À Florence, Caccini est devenu membre d'un groupe formé avec Lodovico delle Colombe qui est connu pour son opposition à Galilée, d'abord en physique, sur une question d'hydrostatique, puis en astronomie dans son opposition à la théorie de Copernic. Il a été l'organisateur occulte de l'opposition à Galilée avec l'aide des frères dominicains Tommaso Caccini et Niccolò Lorini, qui ont souvent utilisé des références à l'Écriture dans leurs sermons farouchement critiques contre Galilée.
Lodovico delle Colombe a dénoncé la discussion par Galilée de la théorie copernicienne qui, peu après, a confirmé plusieurs découvertes astronomiques en 1609. Lorini a prononcé un sermon cinglant en 1613 en réponse aux trois lettres de Galilée sur les taches solaires qu'il avait étudiées à partir de 1610, jusqu'à leur publication en 1613 par l'académie des Lyncéens. Peu après le sermon de Niccolò Lorini, Galilée a publié une réponse, connue sous le nom de Lettre à Don Benedetto Castelli (21 décembre 1613). La lettre a tenté de démontrer que la théorie copernicienne et le Livre de Josué 10, 12-13 n'étaient pas en opposition. Elle est transmise à Tommaso Caccini par l'archevêque de Pise, Francesco Bonciani. Caccini a saisi l'occasion de cette lettre pour discréditer encore plus Galilée et ses partisans.

### Sermon de Tommaso Caccini à Santa Maria Novella
Le 20 décembre 1614, Tommaso Caccini a prononcé un sermon à l'église Santa Maria Novella de Florence pour condamner le soutien de Galilée à la théorie copernicienne. Bien que Tommaso Caccini ait prêché que les mathématiques et les sciences étaient contraires à la parole de la Bible, il ne s'en prenait qu'à Galilée et ses partisans. Pour cela il a utilisé une phrase des Actes des apôtres 1,11 : Hommes de Galilée, pourquoi restez-vous à regarder au ciel ?. L'expression fait référence aux habitants de Galilée qui regardaient vers le ciel attendant Jésus pour revenir comme il a fait son chemin vers le ciel. Tommaso Caccini a tenté de jouer sur les mots en comparant les actes de Galilée qu'il jugeait hérétiques à la foi inébranlable des habitants de Galilée.

### Réaction au Sermon
La réaction au sermon de Tommaso Caccini allait de l'opposition à la louange. Galilée lui-même, dit-on décrit Tommaso Caccini comme un individu « d'une très grande ignorance, pas moins qu'un esprit plein de venin et dépourvu de charité ». L'Église elle-même était divisée sur la façon d'aborder le sermon cinglant de Caccini. Son frère, Matteo Caccini, ancien prieur d'un monastère à Cortona, a été consterné par son sermon. Il a déclaré : « Je suis tellement en colère que je ne pouvais pas l'être plus ... [Tommaso] a révélé ces plans affreux je pouvais à peine me contrôler. En tout état de cause, je me lave les mains de lui pour toujours et à jamais ». Le prédicateur général de l'ordre dominicain fait écho aux sentiments de Matteo Caccini dans une lettre qu'il a envoyé à Galilée, s'excusant au nom de l'ordre, de toutes les idioties de ses confrères.

### Déposition de Tommaso Caccini à Rome
Malgré l'opposition de membres relativement haut rang dans l'ordre des Dominicains envers les vues de Caccini, certains historiens pensent que le sermon de Caccini a été le catalyseur pour le procès de Galilée qui a eu lieu à Rome en 1615, quand le Saint-Office l'a appelé à témoigner contre Galilée. Il réside alors au couvent de l'église Santa Maria sopra Minerva. Tommaso Caccini était un ancien élève du Collège Saint-Thomas, qui est devenu l'Université pontificale Saint-Thomas-d'Aquin. Le 20 mars 1615, en face de plusieurs hauts responsables de l'Église, Caccini a témoigné au sujet de son sermon et de sa connaissance de Galilée et de ses disciples. Caccini a déclaré qu'à la suite de son sermon, il a rapporté au Père Inquisiteur à Florence que les partisans de Galilée devraient être sanctionnés pour leurs esprits irascibles. Caccini a accusé les partisans de Galilée de faire des déclarations blasphématoires qui remettent en question l'existence de Dieu et l'affirmation par l'Église que les miracles étaient les actes accomplis par les saints. Caccini a poursuivi en déclarant que l'idée que la Terre tourne autour du Soleil était offensant pour l'Écriture, qui a déclaré la Terre est immobile.
En plus de discuter de ses activités à la suite du sermon, les inquisiteurs ont demandé à Caccini ses opinions sur Galilée et de ses disciples. Malgré le fait que Caccini méprisait clairement les enseignements de Galilée, il a tenté d'agir diplomatiquement lorsqu'on les interroge sur le caractère de Galilée. Il a ouvertement noté que Galilée avait été considéré comme «un bon catholique » par beaucoup. Néanmoins, Caccini a affirmé sa désaccord de l'opinion de Galilée dans sa déclaration de clôture. Lorsqu'on lui a demandé s'il avait une hostilité envers Galilée ou ses disciples, Caccini a répondu «... Je n'ai pas d'hostilité envers Galilée ... ou envers les disciples de Galilée. Au contraire , je prie Dieu pour eux ».

### Le procès
Alors que Caccini espère que ses déclarations encourageraient Rome à agir contre Galilée, son témoignage a été accueillie avec avis mitigé. La plupart de ses déclarations ont été rejetées par l'Église à l'exception de la Lettre sur les taches solaires de Galilée est hérétique. En 1616, après examen de la lettre, le Saint-Office a publié un rapport affirmant que la notion d'un Soleil stationnaire est hérétique. Le 26 février 1616, le Saint-Office a imposé à Galilée de ne plus enseigner ou défendre l'idée que la Terre tourne autour du Soleil fixe.
Tommaso Caccini s'est servi de son opposition à Galilée pour progresser dans la hiérarchie, et il est finalement devenu le prieur du couvent San Marco, où il a continué à contribuer à poursuivre Galilée.

## Publications
- Storia ecclesiastica del primo Concilio Niceno adunato, e confermato da San Salvestro Papa, Lucques, 1637 (lire en ligne)

## Source
- (en) Cet article est partiellement ou en totalité issu de l’article de Wikipédia en anglais intitulé « Tommaso Caccini » (voir la liste des auteurs).